# Mark Borowiecki
Mark Borowiecki, född 12 juli 1989, är en kanadensisk professionell ishockeyspelare som spelar för Nashville Predators i NHL.
Han har tidigare spelat på NHL-nivå för Ottawa Senators.
Borowiecki draftades i femte rundan i 2008 års draft av Ottawa Senators som 139:e spelare totalt.